# Мосич, Вишня
Вишня Мосич (серб. Вишња Мосић / Višnja Mosić; 1870, Вишеград, Османская империя — 13 сентября 1937) — сербская революционерка. Примерно за десять лет до убийства эрцгерцога Франца Фердинанда Австрийского и последующего начала Первой мировой войны входила в организацию «Млада Босна».

## Биография

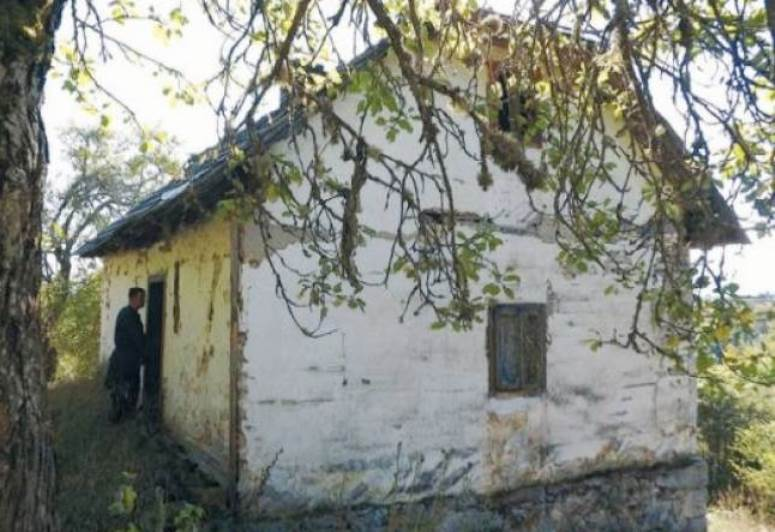
Дом Вишни Мосич в Горне-Дубово

Вишня Джурич родилась в 1870 году в деревне Горне-Дубово. Её муж умер в 1906 году. В годы, предшествовавшие Первой мировой войне, Мосич стала членом «Млада Босна». Она передавала устные и письменные сообщения между членами организации и Организацией национальной обороны Сербии, часто пересекала границу, делая вид, что выгоняет овец на пастбище вдоль границы, оставаясь незамеченной австро-венгерской армией. Если её останавливали военные, она клала написанные послания под язык и притворялась, что у неё болят зубы, или притворялась глухонемой. Иногда она использовала свою дочь Цвиету и прятала послания в её косичках. В других случаях она зашивала записки в свою шерстяную одежду. После убийства в Сараево наследного принца Франца Фердинанда Мосич была арестована и доставлена в тюрьму в Сараево, где провела два года, после чего её перевели в Вену. На состоявшемся суде она притворилась слабоумной и была отпущена.
После войны ей был дарован участок земли с выстроенным домом, хотя для реализации дара потребовалось расследование действий муниципалитета.
Умерла 13 сентября 1937 года.
Согласно семейной легенде, именно она перевела через границу Гаврило Принципа.
Первые публикации о деятельности Вишни были выпущены к столетию с начала Первой мировой войны.